# Paramphiascella xiphophora
Paramphiascella xiphophora är en kräftdjursart som beskrevs av Lang 1965. Paramphiascella xiphophora ingår i släktet Paramphiascella och familjen Diosaccidae. Inga underarter finns listade i Catalogue of Life.